# 808 State
Az 808 State brit elektronikus zenei társulat. House-t, elektronikus zenét és technót játszik. 1987-ben alakult meg Manchesterben. A „Pacific State” című számuk kisebb slágernek számít, ezen kívül a dal szerepelt a 2004-es Grand Theft Auto: San Andreas videójátékban is.
Az együttes pályafutása alatt hat nagylemezt dobott piacra, amelyből a második bekerült az 1001 lemez, amit hallanod kell, mielőtt meghalsz című könyvbe is.

## Tagok
- Graham Massey - billentyűk, programozás, gitár, szaxofon (1988–)
- Andrew Barker - billentyűk, basszusgitár (1989–)

Korábbi tagok
- Gerald Simpson - billentyűk (1988–1989)
- Martin Price - billentyűk (1988–1991)
- Darren Partington - billentyűk, konga, elektronikus dob(1989–2015)

## Diszkográfia
- Newbuild (1988)
- 90 (1989)
- ex:el (1991)
- Gorgeous (1993)
- Don Solaris (1996)
- Outpost Transmission (2002)
- Transmission Suite (2019)
- Where Wye & Severn (2020)